# Centrale solaire photovoltaïque de Jeumont
La centrale solaire photovoltaïque de Jeumont  est une centrale solaire photovoltaïque située à Jeumont, dans le Nord, en France.

## Histoire

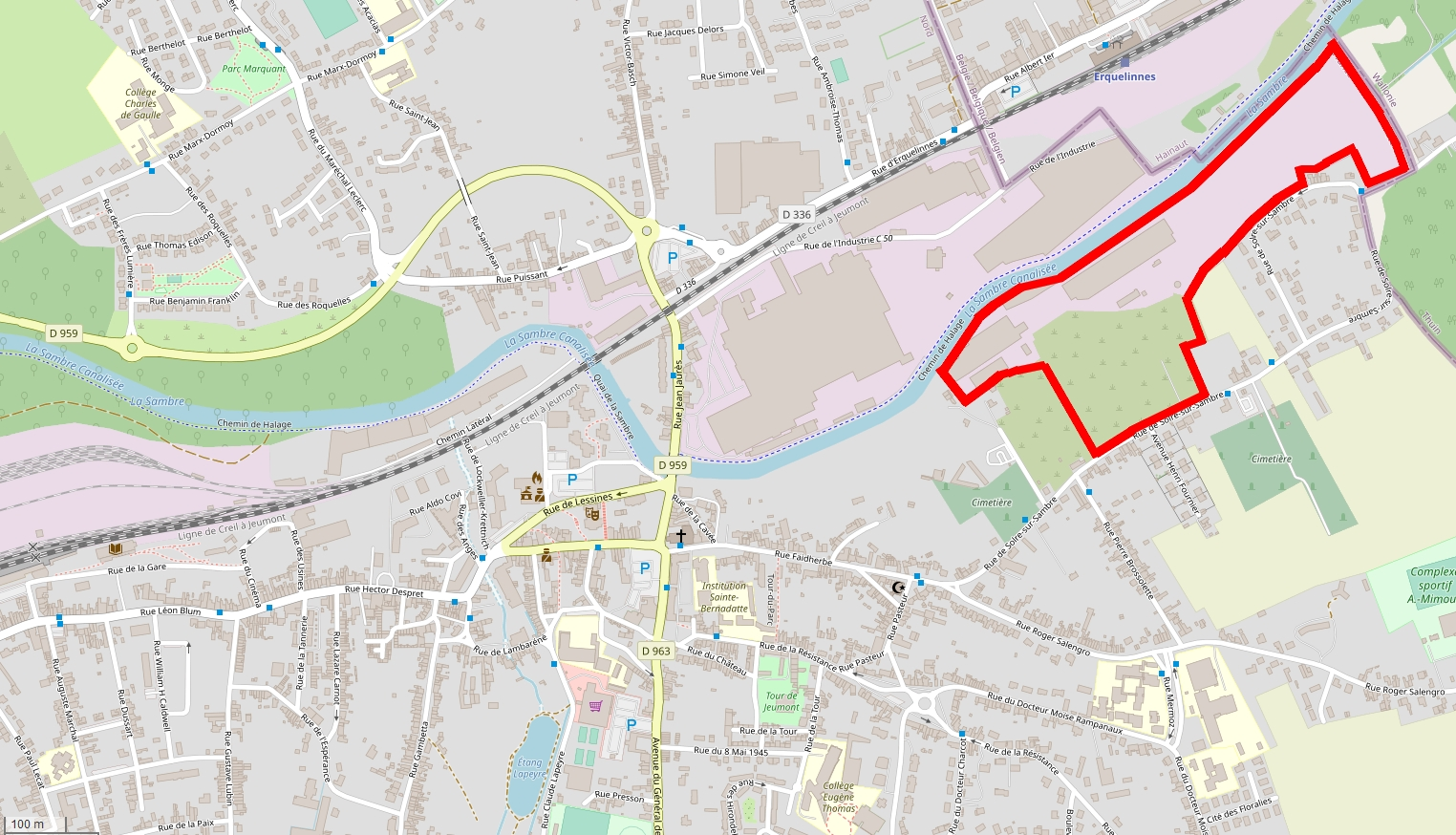
Localisation de la centrale dans Jeumont.

Une centrale solaire photovoltaïque est construite de 2022 à 2023 à Jeumont sur 11,5 hectares appartenant à Nexans, une friche qui a une superficie totale de seize hectares.
La puissance totale est de 8 GWh, ce qui peut permettre d'alimenter quatre mille habitants. Le projet, porté par Neoen, coûte huit millions d'euros